# Ophelimus zealandicus
Ophelimus zealandicus är en stekelart som först beskrevs av William Harris Ashmead 1904.  Ophelimus zealandicus ingår i släktet Ophelimus och familjen finglanssteklar. Inga underarter finns listade i Catalogue of Life.